# Grand Stade Hassan II
Jeden z użytkowników Wikipedii oznaczył tę stronę jako kwalifikującą się do natychmiastowego skasowania.
W najbliższym czasie administratorzy Wikipedii zweryfikują to zgłoszenie.
Jeśli nie zgadzasz się z oceną wikipedysty, wypowiedz się na stronie dyskusji. Autorów prosimy o zapoznanie się z informacjami o najczęstszych powodach usuwania artykułów.
Uzasadnienie: Ewidentnie nie spełnia wymogów - jedno zdanie w stylu, który nie jest encyklopedyczny.
Administratorze! Pamiętaj, żeby przed skasowaniem artykułu sprawdzić linkujące, dyskusję i historię zmian (ostatnia zmiana wykonana przez Zabshk).
jakiś duży stadiony w Maroko (na razie chcą go tylko zbudować)
1. ↑  Mariusz Wszołek, Z projektowaniem (wydaje się) jest tak…, „Dziennikarstwo i Media”, 14, 2021, s. 153–156, DOI: 10.19195/2082-8322.14.13, ISSN 2082-8322 [dostęp 2025-08-20]. url-auto